# Alexander Forrest

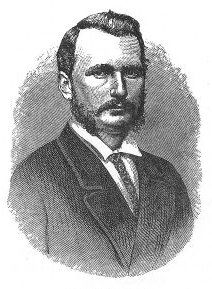
Alexander Forrest

Alexander Forrest (* 22. September 1849 in Picton, Westaustralien; † 20. Juni 1901 in Perth) war ein australischer Entdecker und Forschungsreisender und der Bruder von John Forrest, den er auf mehreren seiner Reisen begleitete.

## Leben
Nachdem er selbständig 1871 die schon früher von Anthony O’Grady Lefroy (1816–1897), Charles Hunt und seinem Bruder John Forrest erforschte Kimberley-Region durchzogen hatte, brach er 1879 auf, um das sogenannte Tasmanland im Norden Westaustraliens zu erforschen. Er begab sich vom Kingsund zum Fitzroy River, von dem man bisher nur die Mündung kannte, folgte ihm 400 Kilometer aufwärts und wandte sich dann nordostwärts, bis nach furchtbaren Strapazen die Katharinestation der südaustralischen Überlandtelegraphenlinie erreicht wurde. Den zu Westaustralien gehörenden Teil des durchforschten Gebiets fand er gut bewässert und zum Anbau tropischer Produkte wohlgeeignet, namentlich aber reich an Weideland und den Fitzroy zur Regenzeit 300 Kilometer aufwärts schiffbar. Dies Gebiet, von ihm Kimberleydistrikt genannt, wurde daher schnell von Herdenbesitzern besiedelt. Seine Reise beschrieb Forrest in seinem Journal of an expedition from the De Grey to Port Darwin aus dem Jahre 1880.